# Mohsen Fakhrizadeh
Mohsen Fakhrizadeh Mahabadi, in persiano محسن فخری‌زاده مهابادی‎ (Qom, 1º aprile 1958 – Absard, 27 novembre 2020) è stato un fisico nucleare e generale iraniano.

## Biografia
Fisico nucleare iraniano, era stato professore di fisica presso l'Imam Hussein University di Teheran e generale di brigata della Guardia rivoluzionaria iraniana. Una risoluzione del Consiglio di sicurezza delle Nazioni Unite nel 2007 lo ha identificato come scienziato senior del Ministero della Difesa e della Logistica delle Forze Armate ed ex capo del Physics Research Center (PHRC) a Lavizan-Shian. Considerato come uno degli scienziati e delle menti a capo del programma nucleare iraniano di arricchimento dell'uranio e in grado di sviluppare ordigni atomici, è rimasto ucciso in un agguato nel novembre 2020 mentre viaggiava a bordo della sua autovettura. Secondo alcune fonti, come il New York Times e il ministro degli esteri iraniano Zarif, ci sarebbero indizi del coinvolgimento di Israele nell'assassinio. Il ministro israeliano Tzachi Hanegbi, poco dopo l'attentato, ha affermato di non sapere chi avesse compiuto l’azione.
Come sarà esposto in prosieguo, le modalità esatte dell'agguato non sono state determinate in modo incontrovertibile.

## Assassinio

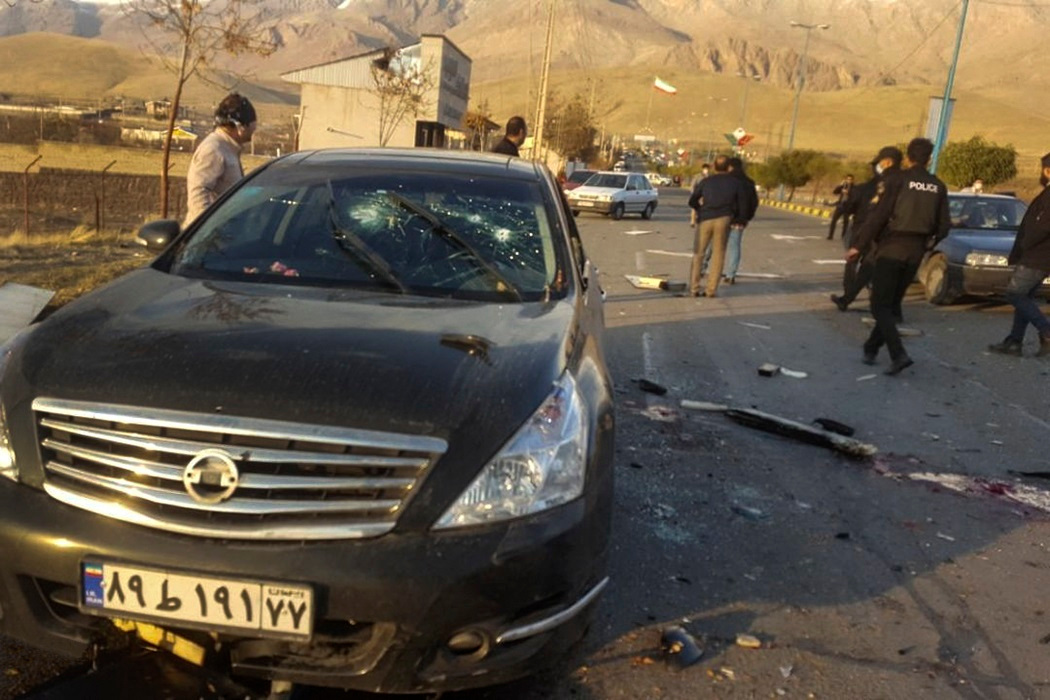
Il luogo dell'agguato con in primo piano la vettura di Mohsen Fakhrizadeh

### Antefatto
La scorta di Fakhrizadeh gli sconsigliò di viaggiare il 27 novembre 2020 per motivi di sicurezza. Secondo uno dei suoi figli, "[Fakhrizadeh] rifiutò perché aveva un incontro importante, ed era in programma che parlasse agli studenti. Insistette per ritornare a Teheran in giornata".
Ali Shamkhani ha svelato che gli iraniani avevano avuto un rapporto di intelligence che preconizzava l'assassinio. Tuttavia fu ignorato perché molte di queste informative sono falsi allarmi. La BBC etichettò questa e le successive discrepanze tra i resoconti un "massiccio fallimento del controspionaggio per i capi della sicurezza iraniana".
L'anno prima della sua morte registrò crescenti tensioni tra Iran, Stati Uniti e i loro alleati. La sua morte seguì l'assassinio di Qasem Soleimani e le esplosioni del 2020 in Iran.

### Imboscata
Il 27 novembre 2020 Fakhrizadeh subì un'imboscata mentre viaggiava su una Nissan Teana (foto a margine) lungo una strada di campagna di Absard, una città vicina a Teheran. Accompagnato da un convoglio di tre veicoli corazzati, viaggiava con la moglie in un'auto a prova di proiettile. Ci sono molte versioni discordanti dello svolgimento dei fatti. Le autorità iraniane hanno accusato i MEK ed Israele.
I primi resoconti descrivevano un autocarro Nissan, trasportante esplosivi nascosti in un carico di legna, che era deflagrato dietro all'auto di Fakhrizadeh. Secondo New York Times e BBC, subito dopo comparvero uomini armati che colpirono l'auto di Fakhrizadeh. La sua scorta si scontrò con gli assalitori. Nel conflitto, tre guardie del corpo furono uccise ed altre ferite. Questa descrizione fu parzialmente confermata da testimoni che furono riportati dagli organi d'informazione statali. Qualcuno parlò anche di un attaccante suicida che in seguito sarebbe morto per le ferite riportate.
Un'altra versione parla di una squadra di forze speciali composta di 12 elementi altamente addestrati. Sarebbero stati accompagnati da una squadra supporto di una cinquantina di persone che davano appoggio logistico anche togliendo la corrente nella zona. All'avvicinarsi del convoglio, il camion Nissan fu fatto esplodere per fermarlo. Iniziò allora a sparare una squadra di fuoco composta di due tiratori scelti ed altri quattro armati su una Hyundai Santa Fe, bersagliando il convoglio di Fakhrizadeh. Gli assalitori avrebbero usato anche quattro motociclette. Fakhrizadeh sarebbe stato tirato fuori dalla sua macchina e colpito. Questo racconto è parzialmente comprovato da un videodocumentarista delle Guardie islamiche rivoluzionarie.
In seguito emerse un'altra contraddittoria versione, perché la Fars News Agency riferì che non c'erano tiratori, e nell'attacco era stata usata solo una mitragliatrice telecomandata montata su una Nissan. Il vicecomandante generale IRGC Ali Fadavi disse che l'arma era dotata di una telecamera e utilizzava intelligenza artificiale e riconoscimento facciale per puntare Fakhrizadeh. Secondo questo racconto, Fakhrizadeh, forse poiché non aveva riconosciuto il rumore degli spari, uscì dal suo veicolo credendo di aver urtato qualcosa. L'arma automatica "controllata via satellite" lo colpì allora tredici volte da una distanza di 150 m. Secondo Fadavi, che affermò che in realtà Fakhrizadeh era rimasto in auto, l'arma fu così precisa che neppure un proiettile toccò sua moglie, che gli sedeva a fianco. Secondo l'agenzia di stampa Mehr, la testa di una guardia del corpo fu colpita quattro volte dopo che si era gettata sopra Fakhrizadeh. Poco dopo esplose l'autocarro Nissan che trasportava l'arma. Tutto l'attacco durò tre minuti. Questa versione fu appoggiata da Ali Shamkhani, segretario del Supremo consiglio per la sicurezza nazionale iraniano.
Esperti di sicurezza e intelligence hanno messo in dubbio questa ricostruzione, spiegando che avrebbe introdotto superflui fattori di rischio per i perpetratori. I critici ipotizzano che questo racconto fosse una giustificazione per le autorità iraniane, che non riuscirono a catturare i colpevoli. Il professor Noel Sharkey, membro della Campagna per fermare i robot killer, espresse il timore per il possibile uso dell'AI per l'assassinio, commentando che potrebbe avere "conseguenze inimmaginabili" e causare "un precipizio che sconvolgerebbe interamente la sicurezza globale". Un analista OSINT ricorse ad una modellizzazione tridimensionale con cui trovò che le traiettorie del proiettili avevano origine nello stesso punto, supportando la versione iraniana.

#### Conseguenze

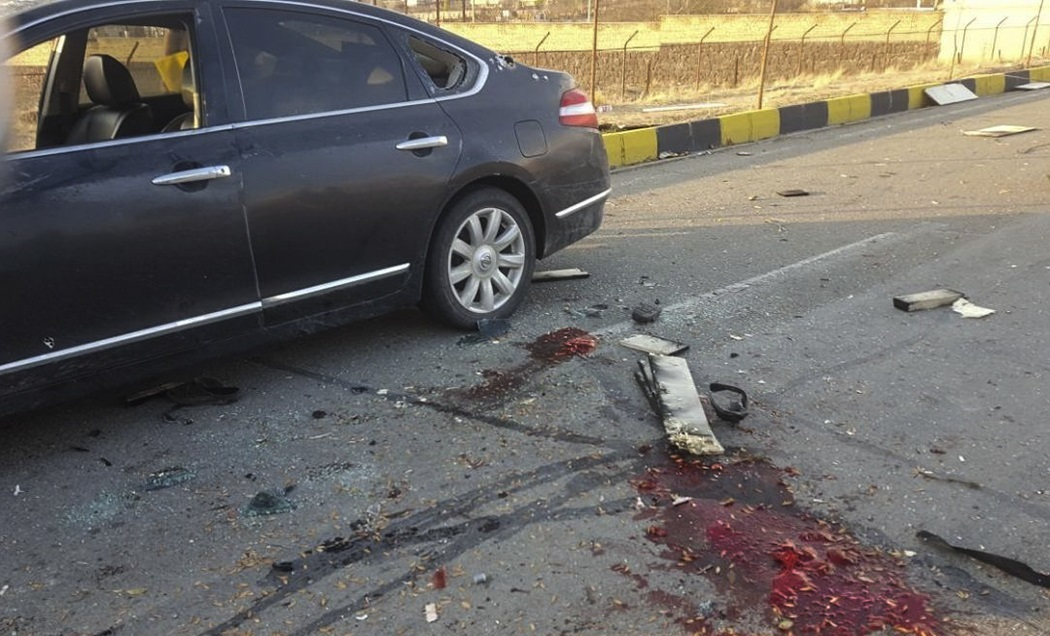
Macchie di sangue dopo l'attacco.

Fakhrizadeh fu asseritamente colpito alla schiena da un proiettile, che gli lese il midollo spinale. Secondo un'intervista rilasciata dal figlio alla stampa iraniana, Fakhrizadeh fu colpito un totale di quattro-cinque volte. Soccorso da un elicottero della polizia, fu poi trasportato in un ospedale dove morì, risultando vani i tentativi di rianimazione.
Dopo l'evento, le forze di sicurezza iraniane iniziarono a fermare i veicoli a Teheran alla ricerca degli esecutori. Ad oggi, nessun gruppo ha rivendicato l'azione. L'8 dicembre, le autorità iraniane arrestarono alcuni soggetti in relazione all'attacco. Non hanno ancora fornito dettagli su chi avrebbero arrestato.

### Reazioni
Interne
Il Supremo consiglio per la sicurezza nazionale dell'Iran assertitamente fu convocato in una riunione di emergenza con la partecipazione di alti comandanti militari.
Hossein Salami, comandante in capo del Corpo delle guardie della rivoluzione islamica (IRGC), reclamò vendetta e punizione per i colpevoli dell'assassinio. Ali Khamenei, Guida suprema dell'Iran, reclamò a sua volta la punizione dei perpetratori e dei mandanti dell'atto terroristico; il suo consigliere per gli affari esteri Ali Akbar Velayati definì Mohsin Fakhrizadeh un "grande martire" e ne invocò la vendetta. Le autorità iraniane dichiararono che Fakhrizadeh avrebbe ricevuto "il funerale di un eroe nazionale in uno dei più sacri templi del Paese". L'Iran chiese al Consiglio di sicurezza delle Nazioni Unite (UNSC) di condannare l'uccisione e assumere iniziative contro i suoi perpetratori, ma l'UNSC finora non ha emesso dichiarazioni.
Esterne
L'ex direttore della CIA John O. Brennan definì uccisione "criminale" e "altamente temeraria". I ministri degli esteri di Qatar, Turchia, Emirati Arabi Uniti, e Iraq, oltre al ministro della difesa dell'Azerbaigian condannarono l'uccisione.
Un portavoce del Segretario Generale dell'ONU António Guterres raccomandò moderazione per evitare possibili conflitti. Il Ministero degli esteri tedesco affermò che "tutte le parti" coinvolte nel fatto devono evitare l'"escalation", suggerendo che ogni altro passo degli Stati Uniti o dell'Iran potrebbe mettere a repentaglio futuri colloqui internazionali sul programma nucleare iraniano.
Sebbene gli Stati Uniti non avessero fatto una dichiarazione ufficiale sull'uccisione, il presidente Trump "ri-twittò" il resoconto del giornalista Yossi Melman secondo cui era stato un "grosso colpo psicologico e professionale per l'Iran". Analogamente Michael P. Mulroy, già principale autorità del Pentagono per il Medio Oriente, definì l'assassinio "una battuta d'arresto per il programma nucleare dell'Iran".
L'ambasciatore iraniano all'ONU Majid Takht-Ravanchi confermò il ruolo chiave di Fakhrizadeh nella ricerca sul COVID-19. Ravanchi ripeté che "l'attacco terroristico era diretto a colpire lo sviluppo scientifico e tecnologico in Iran" mentre il suo popolo soffre a causa di sanzioni, COVID-19 e un'economia disastrosa. Fu espressa un'opinione diversa, quando il 7 dicembre 2020 fu appesa una bandiera israeliana ad un ponte a Teheran assieme ad un cartello che diceva "Grazie Mossad". Questa manifestazione fu ampiamente condivisa sui social media in Iran e fuori.

#### Affermazioni sul coinvolgimento di Israele
Mohammad Javad Zarif, ministro degli esteri iraniano, suggerì che dietro all'assassinio di Fakhrizadeh ci fosse Israele. Confermando l'uccisione, twittò: "Oggi dei terroristi hanno ucciso un eminente scienziato iraniano. Questa vigliaccata — con seri indizi del ruolo di Israele — dimostra il disperato bellicismo dei perpetratori. L'Iran si appella alla comunità internazionale—specialmente alla UE perché ponga fine ai suoi vergognosi "due pesi, due misure" & condanni questo atto di terrorismo di Stato." Zarif affermò anche il coinvolgimento di Israele nell'evento. Abdolrahim Mousavi, capo dell'esercito iraniano, accusò Israele e USA e minacciò vendetta. Anche Hezbollah criticò l'uccisione e affermò il coinvolgimento di USA e Israele.
Secondo la televisione di Stato iraniana, un'arma reperita sulla scena del crimine recava "logo e specifiche dell'industria militare israeliana".
Trita Parsi, fondatore del National Iranian American Council, additò Israele come il "principale sospetto". Mark Dubowitz, direttore della Foundation for Defense of Democracies, dichiarò che l'imboscata "ha certamente i connotati di un'operazione israeliana". Secondo The Guardian, Israele può aver eseguito l'attacco per sfruttare il periodo di fine mandato del presidente Trump. Secondo The New York Times, Fakhrizadeh era il bersaglio numero uno dell'organismo di intelligence israeliano Mossad. Il Mossad sarebbe stato coinvolto nell'assassinio di scienziati nucleari iraniani, alcuni dei quali erano collaboratori di Fakhrizadeh, negli anni 2010. Un alto esponente americano e due altre autorità di intelligence affermarono che dietro l'uccisione c'era Israele. Però, Tzachi Hanegbi, ministro del governo israeliano e persona assai vicina a Benjamin Netanyahu, dichiarò di non sapere chi avesse ucciso Fakhrizadeh. Israele non ha confermato né smentito le illazioni.
Anche Ali Shamkhani accusò i Mojahedin-e Khalq (MEK), un gruppo militante che anela a sovvertire l'attuale governo iraniano. Al MEK si attribuisce di aver collaborato in passato ad operazioni israeliane. Ad ogni modo, il portavoce del MEK Shahin Gobadi respinse le asserzioni dell'Iran, bollandole come "rabbia, rancore e menzogne".
Temendo rappresaglie, il 28 novembre Israele pose le sue ambasciate in allerta alta. Lo stesso provvedimento fu adottato nelle comunità della diaspora ebraica. Il National Security Council di Israele raccomandò la massima vigilanza per gli israeliani che vivevano o viaggiavano all'estero. Le autorità di sicurezza israeliane consigliarono cautela agli ex scienziati nucleari che avevano lavorato al reattore dello Shimon Peres Negev Nuclear Research Center presso Dimona. Col probabile intento di scoraggiare una rappresaglia iraniana, Israele schierò un sottomarino nel Golfo Persico. Lo stesso giorno fu avvistato nel golfo lo USS Georgia, il primo sottomarino lanciamissili (USA) della classe Ohio in quella zona in un periodo di otto anni.